# John Bigler
John Bigler (Carlisle, 8 gennaio 1805 – Sacramento, 29 novembre 1871) è stato un politico, diplomatico e avvocato statunitense.
È stato il terzo governatore della California, in carica dal gennaio 1852 al gennaio 1856. Successivamente, dall'ottobre 1957 all'ottobre 1861, è stato nominato dal Presidente James Buchanan, ambasciatore statunitense in Cile.
Il fratello William Bigler è stato il governatore della Pennsylvania dal 1852 al 1855.